# Tomb Raider: Първа мисия
„Tomb Raider: Първа мисия“ (на английски: Tomb Raider) е екшън приключенски филм от 2018 година на режисьор Роар Утхауг, по сценарий на Дженева Робъртсън-Дворет и Алистър Сидънс и по сюжета на Евън Дохърти и Дженева Робъртсън-Дворет. Филмът е копродукция между САЩ и Великобритания и е базиран на едноименната видеоигра от 2013 г. Във филма участват Алисия Викандер (като Лара Крофт), Доминик Уест, Уолтър Гогинс, Даниел Ву и Кристин Скот Томас.
Снимките продължават от януари до юни 2017 г. Това е първият филм на Tomb Raider, който не е разпространяван от Paramount Pictures. Пуснат е във Великобритания на 14 март 2018 г. и в Съединените щати на 16 март 2018 г. в RealD 3D, IMAX 3D, IMAX и 4DX. Филмът печели 274 милиона долара, като във едноименния филм от 2001 г. и продължението му през 2003 г. Филмът получава смесени отзиви от критиците. Продължението е във разработка.

## Филми от поредицата за „Томб Рейдър“
Поредицата „Томб Рейдър“ включва 3 филма:
- „Лара Крофт: Томб Рейдър“ (2001)
- „Лара Крофт Томб Рейдър: Люлката на живота“ (2003)
- „Tomb Raider: Първа мисия“ (2018)